# D-day II: The final chapter
D-day II; The final chapter is een studioalbum van Knight Area.

## Inleiding
Het is het tweede album van de band die refereert aan de Operatie Overlord tijdens de Tweede Wereldoorlog. Na uitgifte en concerten van D-day brak de coronapandemie uit. Knight Area zat thuis, optredens en gebruik maken van een geluidsstudio zaten er niet in. Knight Area had eigenlijk geen vervolgplannen, maar de pandemie leidde naar verdere behandeling van het onderwerp, ditmaal meer nadruk op de nasleep van oorlogen in het algemeen bij veteranen. Ze namen contact op met het platenlabel; hun voorstel om met een ep te komen werd niet gehonoreerd; relatief te kostbaar. Het werd een volledig album. Opnamen vonden bij de leden thuis plaats en bij Prosound Media Studio (apart) in Dordrecht en gecompleteerd via ProTools. Knight Area werd financieel ondersteund door Sena Performers Muziekproductiefonds. Ketelaers had tijdens het productieproces contact met veteranen.
Het album werd uitgegeven tijdens een concert in Luxor Arnhem op 13 maart 2022.
In tegenstelling tot deel 1, haalde deel 2 de albumlijsten niet.

## Musici
- Jan Willem Ketelaers – zang
- Mark Bogert – gitaren en orkestarrangementen
- Gerben Klazinga – toetsinstrumenten
- Peter Vink – basgitaar
- Pieter van Hoorn – drumstel

## Muziek
| Nr. | Titel                                                    | Duur |
| --- | -------------------------------------------------------- | ---- |
| 1.  | The enemy within (Jan Willem Ketelaers, Gerben Klazinga) | 7:17 |
| 2.  | Peace of mind (Jan Willem Ketelaers, Gerben Klazinga)    | 5:27 |
| 3.  | I believe (Jan Willem Ketelaers, Mark Bogert)            | 4:38 |
| 4.  | For those who fell (Jan Willem Ketelaers, Mark Bogert)   | 2:35 |
| 5.  | The dream (Jan Willem Ketelaers, Mark Bogert)            | 5:01 |
| 6.  | The journey home (Jan Willem Ketelaers, Gerben Klazinga) | 5:20 |
| 7.  | Crossroads (Jan Willem Ketelaers, Mark Bogert)           | 4:39 |
| 8.  | Freedom for everyone (Jan Willem Ketelaers, Mark Bogert) | 5:10 |
| 9.  | Orchestra compilation (Mark Bogert)                      | 5:57 |